# تپه چغا سفید ۱
تپه چغا سفید ۱ مربوط به عصر آهن است و در شهرستان کرمانشاه، بخش مرکزی، دهستان بالادربند، ۱۰۰ متری جنوب غرب روستای چقا سفید واقع شده و این اثر در تاریخ ۱۸ اسفند ۱۳۸۷ با شمارهٔ ثبت ۲۴۸۷۶ به‌عنوان یکی از آثار ملی ایران به ثبت رسیده است.